# سیارک ۱۰۱۵۸
سیارک ۱۰۱۵۸ (به انگلیسی: 10158 Taroubou، نامگذاری:1994XK) ده هزار و صد و پنجاه و هشتمین سیارک کشف شده‌است که در ۳ دسامبر ۱۹۹۴ کشف شد.